# Błękitny ognik
Błękitny ognik (niem. Das Blaue Licht) – niemiecki film familijny z 2010 roku, należący do cyklu filmów telewizyjnych Najpiękniejsze baśnie braci Grimm. Film jest adaptacją baśni braci Grimm pt. Błękitne światełko.

## Fabuła
Król Karol rozdaje swoim żołnierzom ordery niemające żadnej wartości. Jeden z żołnierzy, Jakub trafia do chaty czarownicy, która chcąc go uwieść przybiera postać pięknej kobiety. Mężczyzna odkrywa jej sekret i postanawia od niej uciec. Kobieta prosi go jednak o jeszcze jedną przysługę, tj. aby wyciągnął ze studni błękitny ognik. Okazuje się, że to jedynie podstęp, aby go tam uwięzić i zatrzymać przy sobie. Jakub zapalając fajkę od ognika przywołuje ducha, który spełnia życzenia. Dzięki niemu udaje mu się wydostać z pułapki. Postanawia udać się do zamku i dać królowi nauczkę. 

## Obsada
- Christian Tramitz - sługa z lampą
- Christoph Bach: książę Philipp
- Christoph Letkowski - żołnierz Jakob
- Gideon Finimento - młody żebrak Johann
- Marleen Lohse - księżniczka Augustine
- Reiner Schöne - król Karl
- Veronica Ferres - wiedźma